# Medmassa
Medmassa là một chi nhện trong họ Corinnidae.

## Các loài
- Medmassa australiensis (L. Koch, 1867)
- Medmassa bicolor Hogg, 1900
- Medmassa celebensis (Deeleman-Reinhold, 1995)
- Medmassa diplogale Deeleman-Reinhold, 2001
- Medmassa frenata (Simon, 1877)
- Medmassa fusca Hogg, 1900
- Medmassa hiekae Berland, 1922
- Medmassa insignis (Thorell, 1890)
- Medmassa kltina (Barrion & Litsinger, 1995)
- Medmassa laurenti Lessert, 1946
- Medmassa lesserti Strand, 1916
- Medmassa nitida Lawrence, 1937
- Medmassa nyctalops Simon, 1910
- Medmassa pallipes (L. Koch, 1873)
- Medmassa proxima Lessert, 1923
- Medmassa pulchra (Thorell, 1881)
- Medmassa pusilla Simon, 1896
- Medmassa semiaurantiaca Simon, 1910
- Medmassa semiflava Simon, 1896
- Medmassa tigris (Deeleman-Reinhold, 1995)
- Medmassa vidua Lessert, 1923